# Галенчик, Григорий Николаевич
Григорий Николаевич Галенчик — советский хозяйственный, государственный и политический деятель, Герой Социалистического Труда.

## Биография
Родился в 1924 году в местечке Народичи. Член КПСС.
Участник Великой Отечественной войны, командир отделения 2-й стрелковой роты 367-го сп 71-й сд 65-й А 1-го Белорусского фронта. С 1946 года — на хозяйственной, общественной и политической работе. В 1946—1980 гг. — колхозник, механизатор, бригадир колхоза «Заря коммунизма» Народичского района Житомирской области. 
Указом Президиума Верховного Совета СССР от 22 декабря 1977 года присвоено звание Героя Социалистического Труда с вручением ордена Ленина и золотой медали «Серп и Молот».
Умер в Народичском районе до 1985 года.